# Papaflessas
Grigorios Dimitriou Dikaios-Flessas (Γρηγόριος Δημητρίου Δικαίος-Φλέσσας; popularno znan kot Papaflessas (grško Παπαφλέσσας)), grški duhovnik in vladni uradnik, * 1788, Poliani, Mesenija, Osmanski imperij, † 25. maj 1825, Maniaki, Grčija
Med grško osamosvojitveno vojno je postal ena njenih najvplivnejših osebnosti. Predpona papa- (παπα-) v imenu Papaflessas označuje njegov status duhovnika (beseda v grščini pomeni 'duhovnik'). Leta 1819 je bil imenovan za arhimandrita. Postal je minister za notranje zadeve in šef policije v vladi Aleksandra Mavrocordatosa. Papaflessas je padel 20. maja 1825 v boju s silami Ibrahim Paše na Maniaki, Mesenija.

## Ime
Georgios Dimitrios Dikaios-Flessas je bilo njegovo rojstno ime. Njegovo samostansko ime je bilo Grigorios Flessas (Γρηγόριος Φλέσσας, Grigórios Flessas) ali Papaflessas, psevdonim pa, ki ga je pozneje uporabljal v življenju, je bil Grigorios Papaflessas (Γρηγόριος Δικαῖος, Grigórios Dhikéos).

## Zgodnje življenje
Gregory Papaflessas Dikaios ali Georgios Flessas ali Flesias (Φλέσιας), se je rodil leta 1788  v vasi Poliani v Meseniji. Njegov oče je bil Demetrios G. Flessas ( Δημήτριος Φλέσσας), sin klefta Georgia Dimitriou Flessas (Γεώργιος Δημητρίου Φλέσσας), njegova mati, druga žena Demεtriosa, pa je bila Constantina Andronaiou (Κωνσταντίνα Ἀνδροναίου) iz Dimicane. Bil je 28. otrok v družini Demetrios. Leta 1809 je obiskoval šolo v ugledni šoli Dimitsana, od koder so prišli številni grški narodni junaki. Med šolanjem je objavil satiro in jo pripel na vrata Dimitsana-paše (takratnega turškega guvernerja), s podpisom Gregorios PHOS Kalamios (Φῶς Καλάμιος τό νομα Γρηγόριος). Ker se zavedel posledic svojega dejanja, se je leta 1815 odločil za cerkveni poklic in si nadel ime ime Gregorios Flessas ali Papaflessas. Kratek čas je služil v samostanu Velanidia zunaj mesta Kalamata v Meseniji.

## Duhovništvo
Gregorios je bil po naravi prepirljiv in kljubovalen, pogosto je prišel navzkriž s svojimi cerkvenimi predstojniki. Poleg tega je bil poln jeze proti Osmanskinm Turkom, ker so mu ubili sorodnike. Blagoslovil je tudi zakon gospoda Zervasa s svojo nečakinjo, zaročeno z nekom drugim. Samostan Velanidia je moral zapustiti.
Aprila 1816 se je preselil v samostan Rekica ( Ρεκίτσα ), ki stoji med krajema Leontari in Mistra na Poloponezu. Kmalu se je sprl z nadrejenimi in z upravo samostana. Prav tako je prišel v spor s krajevno turško oblastjo glede meja samostanskega posestva in za zaščito svojih zahtev celo uporabil oborožene moške. Spor je prišel pred sodišče v Tripoliju, ki je razsodilo v korist Papaflessasa in samostana. To je razjezilo turškega uradnika, ki je Papaflessasa oblastem zatožil, češ da je revolucionar in da oborožuje ragiade (Turki so Grke imenovali sužnji) za boj proti Turkom. Oblasti v Tripoliju so Papaflessasa obsodile na smrt in v samostan poslale vojake, da ga aretirajo in usmrtijo. Oboroženi borci Poliani so zadržali vojake in Papaflessas je lahko zapustil kraj, pri tem je prisegel, da se bo vrnil bodisi kot škof bodisi kot paša, da poravna račune.
Papaflessas je odšel na otok Zakintos, zatočišče Grkov s celine, ki so jih Turki obsodili na smrt. Priporočilno pismo mu je napisal nadškof Christianoupolis (Arcadia Kyparissia). Med vožnjo po morju v Konstantinopel je Papaflessas doživel brodolom na Sveti gori, pri tem pa se je na priporočilu polomil pečat. Ko je prebral pismo, je presenečen ugotovil, da ga je nadškof opisal kot nepošteno, nemoralno in zaupanja nevredno osebo, zaradi česar je pismo zavrgel.
V Konstantinopel (sodobni Carigrad) je prispel z namenom preučevati staro grščino in teologijo in prevzeti mesto nadškofa v patriarhiji Hagije Sofija. Med študijem grščine in Periklesovega ognjevitega nagovora se je začel srečevati tudi z uglednimi domoljubi. Zaradi turške smrtne obsodbe in slabega glasu na Peloponezu si je nadel ime Dikaios. Kmalu se je pridružil  tajni organizaciji Filiki Eteria z ilegalnim imenom Armodios (AM), Ἁρμόδιος in številko pet (5).
Leta 1819 je patriarh Gregoriosa v Konstantinoplu posvetil v najvišji duhovniški stan arhimandrita, naziv tik pod škofovskim nazivom in mu dal položaj officio Dikaiosa (patriarhov ekumenski predstavnik), kar mu je omogočilo, da se je lahko prosto gibal po Moldaviji-Vlaški, ne da bi ga Turki motili. Papaflessasa so poslali v severni del Osmanskega cesarstva, da bi navdušil in razširil upanje med svojimi sorojaki za neodvisnost.

## Delo v odporu
Ko se je vrnil v Konstantinopel s svojega uspešnega poslanstva, se je Papaflessas spet znašel v središču pozornosti turških oblasti, tako da je moral pobegniti. Ob koncu leta 1820, je odplul v Aivali v Anatoliji in učil v Veliki šoli (kot so jo sami imenovali), medtem ko je čakal na dobavo orožja iz Smirne. Iz Smirne je prejel vojaške zaloge in zagotovilo za dodatno strelivo, če bo treba.
Papaflessas je obiskal več območij in iskal pri tem podporo za revolucijo proti Osmanskemu cesarstvu. V samostanu svetega Jurija je sklical sestanek grških oblasti  in visokih duhovnikov, da bi razpravljali o tem ali je za začetek osvobodilne vojne pravi čas. Po burnih prepirih je bil sestanek za kasneje prestavljen v samostanu Agia Lavra.
Na srečanjih januarja 1821 je Papaflessas poročal o svojih zalogah in zagotovilih o podpori iz Rusije. Zaskrbljeni zaradi konkretnih vprašanj okoli vojne in v negotovosti glede obljub o vojaški podpori so drugi udeleženci predlagali, da Flessasa na tiho zaprejo v samostan Agia Lavra, da pri narodu ne bi prišlo do težav. Toda Papaflessas je imel oborožene pristaše, tako da si ga nihče ni upal aretirati. Sinoda se je odločila, da se bodo pred začetkom upora pobrigali za dodatne informacije in za mnenje sosednjih držav.
Flessas je imel problem z višjim slojem (lastniki zemljišč) po vaseh in občinah, vključno z najvišjim slojem duhovščine, ki Papaflessasu ni zaupal, njegovo poslanstvo pa je sprejemala z veliko mero skepticizma in strahu. Počutil se je varneje, če se zbliža najprej s kmeti; revnim sloj so njegovi govori zlahka navdušili in videli so v njem mesijo svoje svobode.
Po srečanju je odšel v Kalavrito in se dobil z Nikolaosom Souliotisom in Asimakisom Skaltsasom, da bi lahko v prvih desetih dneh marca 1821 skupaj napisali pismo Oikonomos Eliopoulos. Nato se je umaknil v Kalivia Kalamata in čakal na novice in na prihod čolna z vojnimi zalogami v Almiros, majhno pristanišče blizu Kalamate. Iz Kalivie je na skrivaj odšel v Gardikion (sodobna Amfeia) blizu svojega domačega mesta Poliani, kjer so mu sporočili, da je ladjica Mexis Poriotis pristala v Almirosu. Papaflessas je takoj poklical svoje brate in Nikitas Flessa, njegov najstarejši brat, je prevzel strelivo.
Marca 1821 je prejel novico, da je prispela ladja z vojaškimi zalogami. Zbral je približno 400 mož z mulami in osli z območja Poliani in odšel v Almiros Kalamata. Za razkladanje čolna so morali imeti dovoljenje poveljnika pristanišča, slavnega Mavromichalisa, ki so ga turške varnostne sile podkupovale. Zahteval je od Grkov veliko podkupnino, da bi prikril, kakorkoli že Grki raztovarjajo.
Papaflessas je Mavromichalisu poslal 45.000 grosij, ki jih je ta sprejel, vendar še vedno ni podpisal ustreznih dokumentov. Hotel je polovico zaloge v čolnu za boj proti Grkom, ko bodo pričeli z uporom proti Turkom. S tem so se strinjali in zaloge prepeljali v samostan Velanidia, kjer je Papaflessas služil kot menih in sklical ugledne poglavarje kleftes iz tega območja na sestanek. Namenoma ali po nesreči je nekaj smodnika padlo na tla pri krajevnem vodnjak, naslednji dan so ga hlevarji našli in najdbo sporočili krajevnemu paši. Paša je sklical vse ugledne Grke in duhovnike z območja Kalamata in jih dal zapreti.
Papaflessas je svoje ljudi razporedil tako, da so pokrili strateške položaje na območju. Ko je turški pristaš 21. marca 1821 poskušal zapustiti mesto, so ga ubili; to je bil začetek boja za neodvisnost V kraju Mani se je zbor poglavarjev upornikov odločil začeti z uporom 25. marca 1821, vendar je 22. dne prejel novico, da so se boji že začeli. Grška vojna za neodvisnost se je uradno začela 25. marca 1821. V cerkev svobodnega kraljestva prinesla veliko spremembo: duhovščina je v revoluciji prevzela vodilno vlogo.

## Papaflessas med revolucijo (1821–1825)
Leta 1823 je vlada princa Aleksandra Mavrocordata imenovala Papaflessasa za ministra za notranje zadeve in za šefa policije pod imenom Gregorios Dikaios, imenom, ki ga je nosil v Filiki Etairia. Uvedel je številne reforme, vzpostavil poštni sistem in zgradil šole v različnih mestih. Ustvaril je naziv generalnega inšpektorja za šole in bil prvi, ki je ustanovil »potrdilo o političnih prepričanjih« za prijatelje vlade. Sodeloval je v mnogih bitkah proti Turkom in na strani vlade, ko se je leta 1824 začela državljanska vojna. Sodeloval je v zatiranju upornikov proti vladi v Meseniji in na preostalem Peloponezu. Med državljansko vojno je bil sprva na strani Theodorosa Kolokotronisa, pozneje pa je zaradi osebnih ambicij zamenjal stran.

Boj proti Ibrahimu
Ko je Ibrahim paša leta 1825 napadel Peloponez (z vojsko, v kateri so bili večinoma Egipčani), je bil Papaflessas še vedno minister za notranje zadeve. Ko se je zavedel velike nevarnosti, s katero se je soočil narod ob invaziji Ibrahima, je zahteval, da vlada amnestira Kolokotronisa in druge politične zapornike. Zahtevo so odbili, tako da se je pojavil se je pred izvršno vejo in parlamentom in jim dal vedeti, da bo sam odšel v Mesenijo, da pripravi odpor proti Ibrahimu, odločen, da se vrne zmagovit ali umre na bojišču.
George Finlay v svoji knjigi  piše: »Arhimandrit Daikaios (Pappa Phlessas) je bil še vedno minister za notranje zadeve. Od vseh poglavarjev v stranki Moreotov je Pappa Phlessas najmanj načelen. Splošno ogorčenje zaradi njegovega vedenja ga je prepričalo, da bi bilo nevarno, če bi ostal še dlje v Naupliji, kjer so ga razuzdano življenje in grobe poneverbe naredile za prvi cilj ljudskega maščevanja in za grešnega kozla za grehe svojih kolegov. Arhimandritu so manjkale zasebne vrline in politična poštenost, vendar je bil človek dejanj in poguma. Morda ga je v tem odločilnem trenutku tudi vzpodbudil občutek sramu, da se z domoljubjem pokori za svoje prestopke. Prosil je vlado, da mu dovoli pohod proti Egipčanom in se pohvalil, da bo ali Ibrahima premagal ali pa v boju umrl«.
Papaflessas je zbral 3000 slabo oboroženi moški in odšel v provinco Pilia, Mesenija, da najde najboljše mesto, kjer bi se zoperstavil Ibrahimovi vojski, ki se je bližala iz mesta Pilos. Izbral je hribe Maniaki, da bi imel boljši pregled nam sovražnikovim gibanjem in na vzpetinah vzpostavil tri obrambne črte. 1. junija 1825 so Ibrahimove sile pod vodstvom dobro usposobljenih francoskih častnikov napadle obrambne linije Papaflessasa. Večina grških čet je izgubila živce, zapustili so položaje in pobegnili. Papaflessas se je še naprej boril z Egipčani z majhno silo 800-1000 mož, ki so njemu in njegovi stvari ostali zvesti.
Papaflessas je vedel da bo, če se odloči soočiti se z Ibrahimom, umrl na bojišču. Papaflessasovo obrambo je na koncu zlomilo močno bombardiranje Ibrahimovega topništva in ponavljajoči se napadi njegove pehote in konjenice. V divjem boju so umrli vsi branilci.
Papaflessas je ubila krogla v prsa. Ibrahim je ukazal, da njegovo telo očistijo krvi in umazanije ter ga privežejo na drevo. Nekaj minut je Ibrahim gledal svojega sovražnika, nato pa stopil do njega in ga v znak izjemnega spoštovanja poljubil na lice. Ko je govoril o Papaflessasu po njegovi smrti, je Ibrahim svojim častnikom rekel: »Ko bi imela Grčija deset junakov, kot je bil on, jaz vojaške kampanje na Peloponezu ne bi bil sposoben«.

## Zapuščina
Papaflessas ostaja ključna revolucionarna osebnost v grški zgodovini in v njegovo čast so bili imenovali kraje in dogodke, tako na primer mednarodno atletsko srečanje v Kalamati, imenovano Papaflessia, in občino na Peloponezu, imenovano Papaflessas.